# سیه‌رخ ایتوری
سیه‌رخ ایتوری (نام علمی: Batis ituriensis) نام یک گونه از سرده سیه‌رخ‌ها است.